# Camry 3.5
«Camry 3.5» — песня российского продюсера и видеоблогера Slava Marlow, выпущенная 25 июня 2021 года на лейбле Atlantic Records Russia. Коммерчески первый раз трек был представлен на «Основном выпускном ВКонтакте».

## О песне
Впервые отрывок трека был показан артистом в августе 2020 года, в прямом эфире в Instagram. Первоначально трек задумывался как совместная композиция Slava Marlow и Motorollasheff. 29 октября 2020 года был опубликован короткий отрывок предстоящей песни. В середине июня 2021 года исполнитель сообщил в прямом эфире в Instagram, что песня полностью закончена. В честь выхода песни Артём Готлиб (настоящее имя музыканта) обещал купить автомобиль Toyota Camry.
На сайте ТНТ Music выделили народные мотивы песни, смешанные с хип-хоповыми битами, а также обложку, на которой Артём изображён в образе стереотипной звезды шансона с гитарой, в кепке, на фоне голубей и куполов. «Если убрать из инструментала бит, то сингл и правда вполне может сойти за шансон-композицию», — отметила Ульяна Пирогова. В журнале GQ стилистику композиции назвали «блатной романтикой» и провели параллели между хип-хопом и русским шансоном. «Немалую роль здесь сыграла обложка, выполненная в лучших традициях музыкального блатняка 1990-х годов», — резюмировал Дмитрий Петросьянц.

## Чарты
| Чарт                      | Высшая позиция |
| ------------------------- | -------------- |
| Азербайджан (Apple Music) | 79             |
| Армения (Apple Music)     | 159            |
| Беларусь (Apple Music)    | 38             |
| Казахстан (Apple Music)   | 55             |
| Кыргызстан (Apple Music)  | 93             |
| Латвия (Apple Music)      | 11             |
| Латвия (Spotify)          | 16             |
| Литва (Apple Music)       | 41             |
| Литва (Spotify)           | 158            |
| Молдова (Apple Music)     | 12             |
| Молдова (iTunes)          | 1              |
| Польша (iTunes)           | 78             |
| Польша (Apple Music)      | 200            |
| Россия (Apple Music)      | 7              |
| Россия (iTunes)           | 46             |
| Россия (Spotify)          | 2              |
| Россия (ВКонтакте/BOOM)   | 8              |
| Россия (Яндекс.Музыка)    | 10             |
| Таджикистан (Apple Music) | 166            |
| Узбекистан (Apple Music)  | 77             |
| Украина (Apple Music)     | 14             |
| Украина (iTunes)          | 6              |
| Украина (Spotify)         | 1              |
| Чехия (iTunes)            | 8              |
| Эстония (Apple Music)     | 17             |
| Эстония (Spotify)         | 40             |